# 齐增三
狐狸座1，又名BD+21 3713，HD 180554、SAO 87010、HR 7306，是狐狸座的一颗恒星，视星等为4.77，位于銀經54.74，銀緯4.41，其B1900.0坐标为赤經19h 11m 55s，赤緯+21° 4.41′ 49″。